# Cemile Sultan
Cemile Sultan (18. srpna 1843 – 7. února 1915) byla osmanská princezna, dcera sultána Abdülmecida I. a jeho manželky Düzdidil Hanımefendi. Byla nevlastní sestrou čtyř sultánů - Mehmeda VI., Murada V., Abdulhamida II. a Mehmeda V.

## Biografie
Byla dcerou sultána Abdülmecida I. a jeho ženy Düzdidil Hanımefendi. Nedlouho po jejím narození, v roce 1845, její matka zemřela. Její otec Abdülmecid ji dal do péče Rahime Perestu Sultan, což byla adoptivní dcera jeho tety Esmy Sultan. Rahime ji přijala za vlastní a vychovávala ji společně s jejím nevlastním bratrem, sultánem Abdulhamidem II., kterému také zemřela matka v útlém věku. Při slavnostních příležitostech byla jako nejstarší dcera na vysokém postu a seděla na dlouhém křesle vždy po pravici Abdulhamida. Obvykle a podle tradic však bylo toto místo určeno pro sultánky (matky sultánů a nejmocnější ženy v říši).
Vždy nosila hnědé šaty, v téže barvě byla i koruna a ozdoby. Odívala se do dlouhých šatů v různých odstínech hnědé, což bylo pro ní typické. Šperky nenosila. Navzdory této obyčejnosti jejího oblékání, bylo mezi všemi brána na vědomí její hodnost a měli k ní úctu k jako opravdové sultánce, princezně.[zdroj?] Ti, kteří ji znali ji popisovali jako sebevědomou ženu, která se velmi podobala svému otci, sultánu Abdülmecidovi. Mluvila vždy velmi vážně a vedla inteligentní rozhovory; nesmála se, když to nebylo vhodné a nemluvila, když nebyla tázána. Každý k ní vzhlížel a v harému ji měli všichni velmi rádi.[zdroj?]
Dne 1. června 1858 se stala třetí ženou Mahmuda Celaleddina Paşi. Jejím zetěm byl Damat Ahmed Fethi Paşa a její tchyně Ayşe Semsinur Hanım. Společně měli tři dcery, Fethiye Hanımsultan, Fatma Hanımsultan a Ayşe Hanımsultan a dva syny, İbrahim Sakıb Bey Sultanzade a Mehmed Mahmud Celaleddin Bey Sultanzade. Těsně před nástupem nového sultána na trůn, její syn Mehmed v roce 1881 utekl do Arábie, kde byl v roce 1884 oběšen. Poté se na 20 let uchýlila do ústraní. Po 20. letech se vrátila do hlavního paláce a stala se rádkyní svého bratra Abdulhamida.
26. února 1915 zemřela, byla pohřbena v mauzoleu svého otce, sultána Abdülmecida I.